# 8 Dywizja Jazdy Antoniego Sułkowskiego

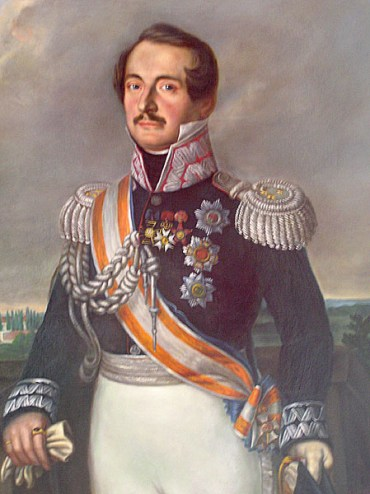
Antoni Sułkowski

8  Dywizja Jazdy Antoniego Sułkowskiego – polska formacja wojskowa jazdy okresu napoleońskiego
W czerwcu 1813 powołany został przez Napoleona i  przyjęty na żołd francuski IV Korpus Jazdy Odwodowej (IV Korpus Rezerwowy Jazdy).
Dowódcą korpusu mianowano francuskiego generała François Étienne Kellermanna. Jednak władzę zwierzchnią nad korpusem sprawował książę Józef Poniatowski.
Właśnie w ramach tego korpusu utworzono 8 Dywizję Jazdy pod dowództwem Antoniego Sułkowskiego

## Skład
20 Lekka Brygada Jazdy gen. Jana Weyssenhoffa
- 13 pułk huzarów
- 16 pułk ułanów